# Eurycope dahli
Eurycope dahli is een pissebed uit de familie Munnopsidae. De wetenschappelijke naam van de soort is voor het eerst geldig gepubliceerd in 1987 door Svavarsson.